# Gagrellula metallica
Gagrellula metallica is een hooiwagen uit de familie Sclerosomatidae.